# حسين غندور
حسين غندور (المعروف باسم نضال) ، (1962 - 2024) وهو أحد الشخصيات البارزة في حزب الله، حيث كان عضوًا في مجلس الجهاد ، وتحديدا في وحدة الرضوان ، وهي وحدة النخبة في الحزب.

## إتهامات
قالت عدة وسائل إعلام سورية أن غندور كان المسؤول رئيسي عن حصار بلدة مضايا التابعة لمنطقة الزبداني بريف العاصمة السورية دمشق عام 2015 إبان الحرب الأهلية السورية، ولقبته وسائل الإعلام حينها بـ«سفاح مضايا»، مؤكدة على أنه المسؤول الأول عن تجويع السوريين ودفن الجرحى أحياء.

## الاغتيال
إستُشهد حسين غندور في 20 سبتمبر 2024 في غارة على الضاحية الجنوبية لبيروت نفذتها القوات الجوية الإسرائيلية، وقال المتحدث باسم الجيش الإسرائيلي دانيال هاغاري أن غندور وقيادات أخرى من وحدة الرضوان كانوا متجمعين تحت الأرض عندما استُهدفوا في مجمّع القائم في الضاحية المذكورة، كما زعم أن ما لا يقل عن 10 من قادة حزب الله قتلوا في الغارة الجوية ذاتها.

## أنظر ايضا
- وحدة الرضوان
- عباس نيلفروشان
- علي كركي
- إبراهيم عقيل
- محمد حسين سرور